# Florence Reymond
 (août 2013).
Si vous disposez d'ouvrages ou d'articles de référence ou si vous connaissez des sites web de qualité traitant du thème abordé ici, merci de compléter l'article en donnant les références utiles à sa vérifiabilité et en les liant à la section « Notes et références ».
Pour les articles homonymes, voir Reymond.
Florence Reymond, née le 21 septembre 1971 à Lyon, est une artiste peintre française.

## Biographie
En 1994, Florence Reymond obtient le DNSEP aux Beaux-Arts de Saint-Étienne. Elle est mariée depuis 2017 avec le cinéaste et documentariste Damien Faure, avec qui elle a eu une fille."
Elle vit et travaille aujourd’hui à Paris, comme artiste peintre ainsi que professeur aux ateliers prépa glacière.

## Prix
- 2010
  - prix novembre à Vitry, Vitry-sur-Seine, France
  - 3e prix Marin[1]
- 2007 : prix de la biennale d’Issy (aide à la création), Issy-les-Moulineaux, France
- 2005 : prix du Jury. Jeunes créateurs, Arts dans la Ville, Pontault-Combault, France

## Publications
Monographies
- La montagne cent fois recommencée, catalogue/DVD de l'exposition du Creux de l'enfer, textes de Frédéric Bouglé, Natascha Cucheval, Nadeije Laneyrie-Dagen, entretien avec Guillaume Lasserre, vidéo de Damien Faure, éditions Analogues, septembre 2013
- Florence Reymond, Malerei, Galerie Art Direkt, Berlin, 2006
- Les Paysages intimes de Florence Reymond, bibliothèque Robert-Desnos, Montreuil, 2004